# 마룰라나무
마룰라나무(marula, 학명: Sclerocarya birrea 스클레로카리아 비레아[*])는 옻나무과의 나무이다.

## 종내 분류군
- S. b. subsp. caffra (Sond.) Kokwaro
- S. b. subsp. multifoliolata (Engl.) Kokwaro